# NGC 6828
NGC 6828 bezeichnet im NGC-Katalog einen Asterismus im Sternbild Adler. Der Katalogeintrag geht auf eine Beobachtung des Astronomen Wilhelm Herschel am 30. Juli 1788 zurück.